# Trác Lan

Vị trí tại Miêu Lật

Trác Lan (tiếng Trung: 卓蘭鎮; bính âm: Zhuōlán Zhèn, Pe̍h-ōe-jī: Tah-lân-tìn) là một trấn của huyện Miêu Lật, tỉnh Đài Loan, Trung Hoa Dân Quốc (Đài Loan). Trấn nằm ở phía nam huyện Miêu Lật và có địa hình đồi núi, thuộc lưu vực của sông Đại An. Diện tích của trấn là 75,3160 km², dân số vào tháng 8 năm 2011 là 18.365 người thuộc 5.978 hộ gia đình, mật độ cư trú đạt 243,8 người/km²